# (4972) Pachelbel
(4972) Pachelbel est un astéroïde de la ceinture principale.

## Description
(4972) Pachelbel est un astéroïde de la ceinture principale. Il fut découvert le 23 octobre 1989 à Tautenburg par Freimut Börngen. Il présente une orbite caractérisée par un demi-grand axe de 3,12 UA, une excentricité de 0,19 et une inclinaison de 1,2° par rapport à l'écliptique.

## Nom
L'astéroïde a été nommé en l'honneur du compositeur allemand Johann Pachelbel (1653-1706) originaire de Nuremberg, artiste majeur de la musique d'orgue dont la forme libre des préludes choraux et des fugues ont eu une influence considérable sur J. S. Bach,. Il est surtout connu du grand public pour son fameux Canon en ré majeur pour trois violons et basse continue, couramment appelé Canon de Pachelbel.

## Compléments